# Пешпер
Пешпер — упразднённый посёлок в Солтонском районе Алтайского края. На момент упразднения входил в состав Нижнененинского сельсовета. Исключен из учётных данных в 1986 году.

## География
Располагался в предгорьях Алтая, в истоке безымянного притока реки Сайлапка, приблизительно в 8 км, по прямой, к юго-востоку от села Нижняя Ненинка.

## История
Основан в 1526 году. В 1928 году деревня Пешперы состояла из 52 хозяйств. В административном отношении входила в состав Кубиянского сельсовета Солтонского района Бийского округа Сибирского края.
Решением Алтайского краевого исполнительного комитета от 29.04.1986 года № 160/1 посёлок исключен из учётных данных.

## Население
Согласно переписи 1926 года в деревне проживало 222 человека (102 мужчины и 120 женщин), основное население — кумандинцы.